# Amauropsis
Amauropsis là một chi ốc biển săn mồi, là động vật thân mềm chân bụng sống ở biển trong họ Naticidae, họ ốc Mặt Trăng.

## Các loài
Các loài thuộc chi Amauropsis bao gồm:
- Amauropsis anderssoni (Strebel, 1906)[2]
- Amauropsis aureolutea (Strebel, 1908)[3]
- Amauropsis bransfieldensis (Preston, 1916)[4]
- Amauropsis brassiculina (Locard, 1897)[5]
- Amauropsis georgianus (Strebel, 1908)[6]
- Amauropsis godfroyi (Lamy, 1910)[7]
- Amauropsis islandica (Gmelin, 1791)[8]
- Amauropsis powelli Dell, 1990[9]
- Amauropsis prasina (Watson, 1881)[10]
- Amauropsis rossiana Smith, 1907[11]
- Amauropsis sphaeroides (Jeffreys, 1877)[12]
- Amauropsis subpallescens (Strebel, 1908)[13]
- Amauropsis xantha (Watson, 1881)[14]